# Madromys blanfordi
Madromys blanfordi is een knaagdier uit de muizen en ratten van de Oude Wereld (Murinae) dat voorkomt op Sri Lanka en in de zuidelijke helft van India. Het is de enige soort van het geslacht Madromys.
Dit dier werd oorspronkelijk (in 1881) beschreven in het geslacht Mus. In die tijd omvatte dat echter vrijwel de gehele Murinae. Later werd het dier in Rattus geplaatst, maar er werd op gewezen dat hij niet nauw verwant was aan de andere soorten. Later werd deze soort in Cremnomys geplaatst. Musser & Carleton (2005) plaatsten hem uiteindelijk in een eigen geslacht, Madromys Sody, 1941, omdat hij sterk verschilt van Cremnomys in allerlei kenmerken. De chromosomen van Cremnomys en Madromys lijken wel sterk op elkaar.
M. blanfordi verschilt van Cremnomys in een aantal kenmerken. Hij is veel groter. De goed behaarde staart is bruin, met een witte borstel op de punt. Daarnaast verschilt een aantal verhoudingen in de schedel. Er zijn Laat-Pliocene fossielen van een dier nauw verwant aan M. blanfordi bekend uit de Siwalik-formatie in Noordwest-India.